# Adri van Houwelingen
Adriaan (Adri) van Houwelingen (Heesselt, 27 oktober 1953) is een voormalig Nederlands wielrenner. Zijn meest gedenkwaardige overwinning haalde hij tijdens de Ronde van Frankrijk 1982. Na een zeer lange ontsnapping schreef hij de 18e etappe op zijn naam. Hij was 17 jaar lang ploegleider bij Rabobank tot en met 2012. Inmiddels is hij ploegleider van de Continentale wielerploeg Metec-TKH. 
Zijn jongere broer Jan was ook een bekend wielrenner.

## Belangrijkste overwinningen
1974
- Ronde van Midden-Nederland

1976
- Ronde van Noord-Holland
- 1e etappe Olympia's Tour

1979
- 16e etappe Ronde van Spanje

1981
- Proloog Ronde van Nederland

1982
- 1e etappe Ronde van Nederland
- 18e etappe Tour de France

1983
- Eindklassement Ronde van Nederland

1985
- 2e etappe Tirreno-Adriatico

## Resultaten in voornaamste wedstrijden
| Jaar | Ronde van Italië | Ronde van Frankrijk | Ronde van Spanje |
| ---- | ---------------- | ------------------- | ---------------- |
| 1978 |                  |                     |                  |
| 1979 |                  |                     | 48e (1)          |
| 1980 | buiten tijd      |                     |                  |
| 1981 |                  | 81e                 |                  |
| 1982 |                  | 40e (1)             |                  |
| 1983 |                  |                     |                  |
| 1984 |                  | opgave              |                  |
| 1985 |                  | 88e                 |                  |
| 1986 | 93e              |                     |                  |
| 1987 |                  |                     |                  |

| Jaar | Milaan-San Remo | Ronde van Vlaanderen | Parijs-Roubaix | Amstel Gold Race | Gent-Wevelgem |
| ---- | --------------- | -------------------- | -------------- | ---------------- | ------------- |
| 1978 |                 | 42e                  |                |                  |               |
| 1979 | 95e             |                      | 42e            |                  | 87e           |
| 1980 |                 |                      |                |                  |               |
| 1981 | 74e             |                      |                | 31e              | 108e          |
| 1982 |                 |                      | 22e            |                  |               |
| 1983 |                 | 12e                  |                |                  | 25e           |
| 1984 |                 |                      | 11e            | 26e              |               |
| 1985 |                 |                      |                |                  |               |
| 1986 |                 | 26e                  |                | 12e              |               |
| 1987 |                 |                      |                |                  | 65e           |

## Ploegen
- 1978 - Jet Star Jeans
- 1979 - Lano-Boule d'Or
- 1980 - Boule d'Or
- 1981 - Vermeer Thijs
- 1982 - Vermeer Thijs
- 1983 - TI-Raleigh
- 1984 - Kwantum Hallen-Yoko
- 1985 - Verandalux-Dries
- 1986 - Skala-Skil
- 1987 - Roland-Skala

Wielerploegen van Adri van Houwelingen
Albert ·
Bal ·
De Cnijf ·
De Nul ·
De Wolf ·
Frijns (vanaf 02/03) ·
A. van Houwelingen ·
J. van Houwelingen ·
Maessen ·
Reybrouck ·
Van Der Auwera ·
Van Vlierberghe ·
Vanhaerens ·
Verstraete
Algeri ·
Bossant ·
De Beule ·
De Cnijf ·
De Meyer ·
De Vlaeminck (tot 30/09) ·
De Wolf ·
Devos (vanaf 01/07) ·
Frijns ·
A. van Houwelingen ·
J. van Houwelingen ·
van Katwijk ·
Van Der Auwera ·
Van Tielcke ·
Van Vlierberghe ·
Vanhaerens · 

Versluys (vanaf 01/09) 
Beysens ·
Bogaert ·
Cuypers ·
De Beule ·
De Gendt ·
Desaever ·
Deschoenmaecker ·
De Wolf ·
Govaerts ·
van Houwelingen ·
den Hertog ·
Liboton ·
Luyten ·
Pollentier ·
Van De Poel ·
Van Roosbroeck ·
Van Looy ·
Verstraete ·
Verstraeten
Cuypers ·
De Cnijf ·
De Gendt ·
Deschoenmaecker ·
De Wolf ·
A. van Houwelingen ·
J. van Houwelingen ·
Jacobs ·
Liboton ·
Luyten ·
Naets ·
Schoonbaert ·
Vandeghinste ·
Verschuere
De Keulenaer ·
Hanegraaf ·
van Houwelingen ·
Knetemann ·
Lammerts ·
Lubberding ·
Oosterbosch ·
Peeters ·
Priem · 
Raas · 
de Rooij ·
Singleton ·
van der Velde · 
Veldscholten ·
van Vliet ·
Wainwright ·
Walton ·
Wijnands ·
Winnen
De Cnijf ·
De Wolf ·
Hanegraaf ·
A. van Houwelingen ·
J. van Houwelingen ·
Kuiper ·
Manders ·
Nijdam ·
Peeters ·
van der Poel ·
Priem · 
Raas · 
Segers ·
Solleveld ·
van Vliet ·
Wijnands ·
Zoetemelk